# Римска камилица
Римска камилица (лат. Anthemis nobilis или лат. Chamomilla romana), називана још и јармен, камомила, романика или бела рада, вишегодишња је биљка из породице главочика (Asteraceae), која може достићи висину до 30 cm. Лист јој је двоструко пераст, а цвасти крупне и појединачне, са белим ивичним цветовима и средишњим жуте боје. Расте на сувим местима, а узгаја се и у баштама.
Уколико се користе цветне главице може имати исто дејство као и камилица. Користи се и у козметичке сврхе, као средство за негу косе.